# Showgrounds
Lo Showgrounds è uno stadio irlandese situato a Sligo. È il terreno casalingo dello Sligo Rovers Football Club dall'anno in cui è nato, il 1928.

## Storia
Stando ad un accordo, siglato nel 1968 in seguito all'acquisizione dello stadio dalla società, lo Showgrounds non può essere demolito, ipotecato o destinato a sport diversi dal calcio. Esso è un comprensorio di 12000 m², in cui spicca lo stadio, che vanta una capienza di 5500 posti di cui poco meno della metà a sedere. Nel novembre 2001 la tribuna è stata aperta per la prima volta in occasione della partita con il St Patrick's Athletic Football Club. Ora la tribuna è coperta da 1853 seggiolini, seppure ci sia la possibilità di aggiungerne altri qualora ciò fosse necessario. La tribuna più importante è la Shed e lo stadio è stato dotato di tornelli. Ingenti lavori sono stati realizzati nel 2009 per consentire allo stadio di raggiungere standard sufficienti perché la squadra vi disputasse la UEFA Europa League 2009-2010. Ciò comportò la realizzazione di un parcheggio coperto e la trasformazione della Red Stand in una tribuna con soli posti a sedere. In questo modo la capienza a sedere è stata aumentata a 2700 posti. Per il futuro vi è l'idea di abbattere la Jinks Avenue Stand per rimpiazzarla con una tribuna di 2000 posti esclusivamente a sedere.